# Gianni Motta-Linea MD Italia
L'equip Gianni Motta-Linea MD Italia va ser un equip ciclista estatunidenc que competí el 1984 i va estar dirigit per l'exciclista Gianni Motta. No s'ha de confondre amb l'equip Linea MD Italia-Maggi Mobili.

## Principals resultats

### A les grans voltes
- Volta a Espanya
  - 0 participacions

- Tour de França
  - 0 participacions

- Giro d'Itàlia
  - 1 participacions (1984)